# Митко Маџунков
Митко Маџунков (Струмица, 19. март 1943) македонски је романсијер, приповедач, драмски писац и есејиста који је оставио значајан траг у српској књижевности и култури.

## Биографија
Митко Маџунков је рођен у Струмици 19. марта 1943. године. Основну и средњу школу је завршио у родном граду, а Филолошки факултет у Београду, група светска књижевност са теоријом књижевности. Након дипломирања на универзитету, остао је да живи у Београду и дуго је радио као библиотекар-саветник у Библиотеци града Београда, где је и пензионисан.
Године 1970. постао је члан Удружења књижевника Србије, а 1986. члан Друштва македонских писаца, а такође је члан Удружења независних књижевника. Маџунков се 2006. преселио у Македонију. Изабран је 2003. године за ванредног члана Македонске академије наука и уметности, а 2007. постаје редовни члан МАНУ.

## Рад
Свој пробој на књижевну сцену Маџунков је постигао у Београду и дуго времена није био довољно цењен у Македонији. Међутим, касније је ова неправда исправљена и, као признање високог квалитета његове прозе, Маџунков је изабран за члана Македонске академије наука и уметности. Основна одлика Маџунковљевог стварања је епски карактер његових романа. Његови романи су обимни и при томе су међусобно испреплетани. Стога се неки главни и успутни ликови провлаче у више романа. Осим тога, у избору ликова и ситуација, Маџунков често убацује аутобиографске елементе. Он пише у маниру блиском јужноамеричком магичном реализму, то јест, у његовим делима провејавају чудни догађаји, необјашњиви случајеви, необични ликови итд. Ипак, врло често у своја дела умеће ликове, локације и легенди струмичког краја.
Маџунков је аутор збирки приповедака:
- Чудан сусрет (Београд, 1970; Скопље, 2010),
- Убиј говорљивог пса (Београд, 1973; Скопље, 1988. и 2011. године),
- Над троскотот облаци (Скопље, 1974),
- Мирисот на земјата (Скопље, 1984)
- Чудна средба; Над троскотот облаци (Скопље, 1986).

Поред тога, написао је неколико збирки кратке прозе:
- Међа света (Београд, 1984; Скопље, 1985 и 1990),
- Парадоксален сон (Скопље, 1987)
- Бегството и повторното раѓање на зографот (Мелбурн)
- Дрвото на Нарајана (Скопље, 1998)
- Дарови неба (Панчево, 2007),
- Грабнувањето на Европа (Скопље, 2008).

Посебно место у његовом стварању имају романи:
- Кула на брду (Београд, 1980; Скопље, 1981. и 1999),
- Александров дом (Скопље, 1992; Београд, 2002; Скопље, 2005),
- Кон другата земја (Скопље, 1993, Битола, 2008),
- Времето на ирвасите (Скопље, 2003, Софија, 2010),
- Птиците од ланските гнезда (Скопље, 2013).

Маџунков је аутор есеја:
- Штркот единак и неговото јато (Скопље, 2000),
- Чехов или Тајна приповедања (Београд, 2006),
- Родното место на литературата (Скопље, 2008).

Маџунков је аутор више драма извођених на позоришној сцени и објављених у посебним књигама:
- Големиот Смок,
- Сенката
- Пуста земја,
- Пат за Лихнидос
- Мелница,
- Чудо големо.

Коначно, Маџунков је састављач антологије Приповетке о Београду 1-2.

## Награде
Маџунков је добитник низа књижевних награда, као што су: "Исидора Секулић" (за збирку приповедака Убиј говорљивог пса, 1974), "Рациново признание" (за Међу света), награда "Војдан Чернодрински" (за "Големиот Смок" и "Сенката"), награда "Детска радост" за роман године (Александров дом), награда Македонске књижевне фондације за књигу године (за Кон другата земја), награда "Роман године" дневника Утрински весник за 2013. годину (за Птиците од ланските гнезда), а два пута је добио и годишњу награду града Струмице.